# Pobreza na Roma Antiga
Especialistas modernos em estudar a Roma Antiga encontram dificuldade em definir a condição de pobreza devido à falta de registro histórico sobre o assunto e à dificuldade em definir os limites entre a pobreza e a classe média. Os autores romanos descreveram a população mais pobre como massas pouco virtuosas e imorais que eram ameaças à nação e indiferentes aos valores do mundo romano. Os pobres romanos também tinham direitos civis limitados. Eles não tinham acesso a cargos políticos, tinham taxas de impostos mais altas e não tinham condições de pagar a maioria dos símbolos de status. Os primeiros cristãos romanos costumavam retratar os pobres como mais solidários e que pediam ajuda aos ricos. Entretanto, haviam esforços do estado romano para ajudar os pobres, como a Cura Annonae, uma política de distribuição de grãos.

## Definição

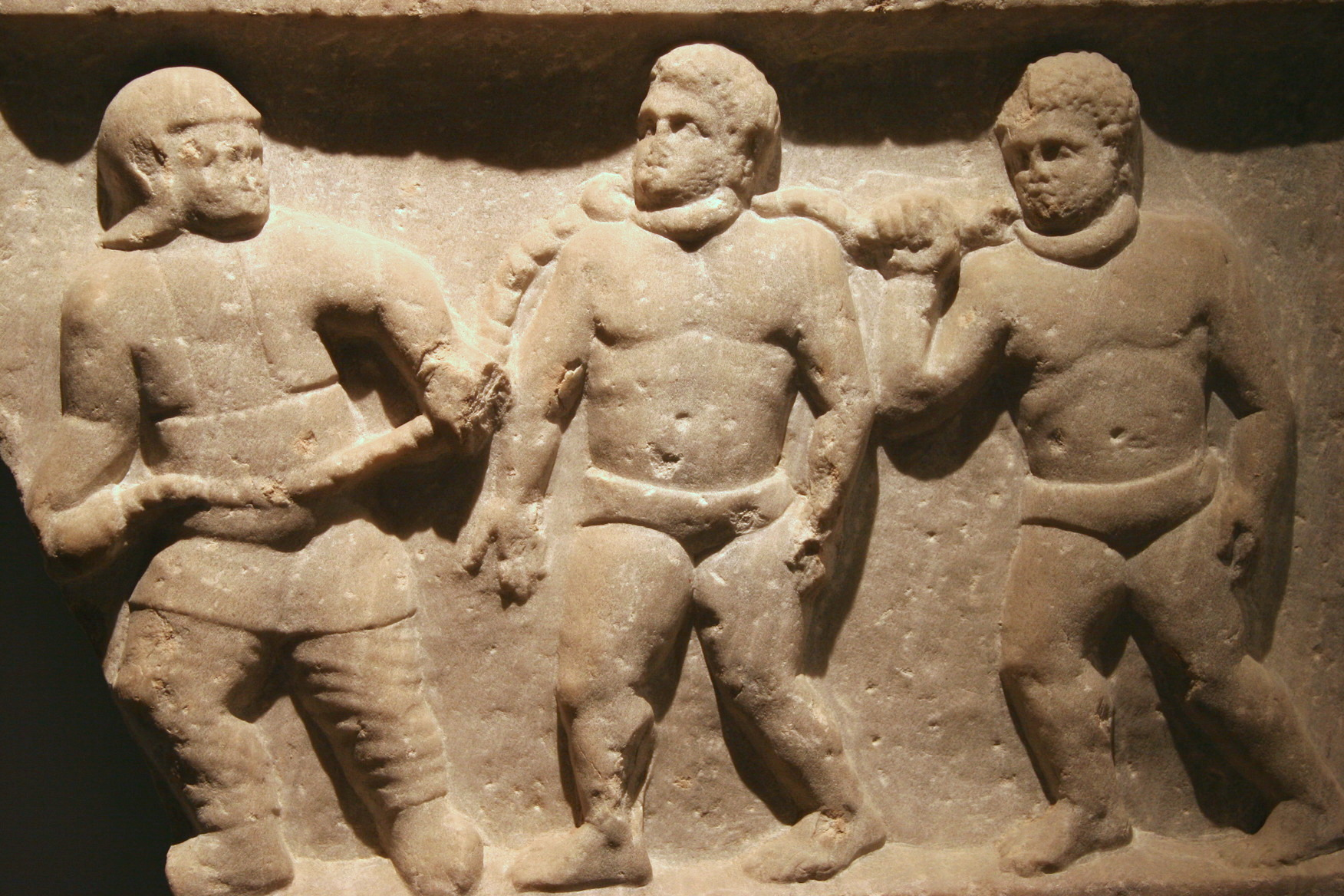
Relevo representando escravos romanos

É difícil definir a pobreza na Roma Antiga, por conta da falta de registro histórico. A maioria das pessoas no mundo romano viviam em condições que assemelham a ideia moderna de pobreza. Haviam altas taxas de mortalidade infantil, má alimentação e baixas taxas de alfabetização. A pobreza também não era considerada uma condição problemática ou inaceitável, o que difere da compreensão moderna dela. Não há um consenso se haviam grupo de pessoas que eram visivelmente mais pobre do que outros grupos. Outra possibilidade é que a economia romana tenha permitido que os civis que cumpriam os critérios para a compreensão moderna da pobreza não vivessem uma vida semelhante à essa definição. Os escritores romanos apenas fazem uma distinção entre os patrícios ricos da classe alta e o resto da população. Eles não fazem distinção entre o resto da classe plebéia e retratavam todos eles como se fossem uma massa homogênea. Evidências arqueológicas de classes mais pobres e pessoas de baixo status na Roma antiga são raras. 
O Senado Romano tinha uma definição de um grupo social conhecido como ordines. Estes eram os equites, os curiales e os senadores. As classes abaixo destas eram agregadas como humiliores. Não é claro até que ponto estas classes eram representativas da desigualdade económica, e podem ter sido divisões por classes políticas e não económicas. Outra incerteza é sobre existência de uma classe média romana. Uma estimativa sobre o estrato social da sociedade romana é que indivíduos ricos representavam 0,6% da população, o exército representava 0,4% da população e as massas pobres consistiam nos 99% restantes da população. Outros estudiosos, como William Harris, dividem a sociedade romana em três classes econômicas: aqueles que dependiam do trabalho de outros, trabalhadores auto-sustentados, e os escravos e trabalhadores braçais. No entanto, há poucas evidências arqueológicas que possam identificar quem pertencia a essas classes e quais as suas distribuições. Os estudiosos também não têm certeza se essas visões da sociedade romana são excessivamente dicotômicas e se a verdadeira economia romana era muito mais matizada e complexa.

## Status social e estigma

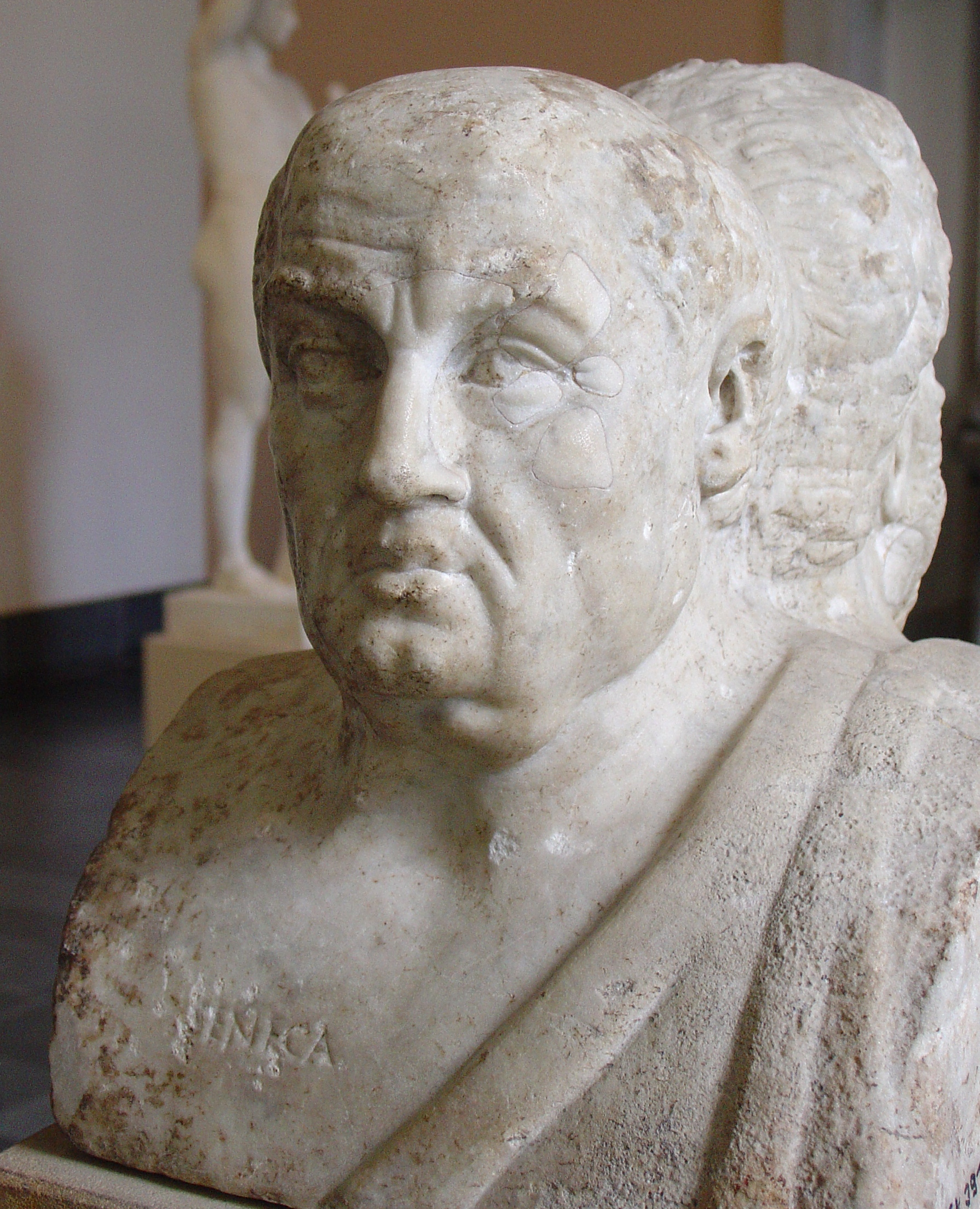
Busto de Sêneca

A riqueza na Roma antiga era certamente um símbolo de status, e muitos objetos caros, como casas grandes, também eram símbolos de prosperidade.  Na República Romana, os privilégios políticos eram muitas vezes restritos aos ricos, embora a maioria dos direitos e privilégios se baseassem no estatuto de cidadania, e não no estatuto económico. Os militares romanos normalmente empregavam os membros mais pobres da população romana. No final de uma campanha militar, a população mais vulnerável estava em posição de exigir reformas ou alívio. Durante os primeiros períodos da história romana, os pobres eram considerados virtuosos e a pobreza era considerada honrosa. Filósofos estóicos como Sêneca e Epicuro acreditavam que a pobreza poderia levar ao contentamento com a vida e que o aumento da riqueza não reduzia os problemas que uma pessoa sofria, mas apenas os alterava. Os cínicos acreditavam que a pobreza era uma condição mais desejável do que a riqueza.
No período da República tardia, os pobres eram considerados inferiores aos outros e com menor prestígio e virtude do que outras castas sociais. Os escritores os descreveram como incapazes de qualquer virtude duradoura. Eles eram considerados uma massa de camponeses facilmente influenciável e uma ameaça à estabilidade política. Os escritores romanos também descreviam que os pobres somente se preocupavam com “pão e circo”, e não com as complexidades e valores da sociedade romana. Os epigramas de Marcial comparam os pobres aos cães. Além disso, as cidades e assentamentos romanos foram normalmente projetados para separar geograficamente os espaços de vida dos ricos dos dos pobres. Este estigma social provavelmente reforçou a desigualdade económica e a estratificação social presentes na Roma Antiga. Os romanos ricos tinham pavor da pobreza e das humilhações e do ostracismo social que a acompanhavam. Porém no reinado do imperador bizantino Marciano, já no no século V, a pobreza não era mais vista como vergonhosa. 

## Ajuda financeira

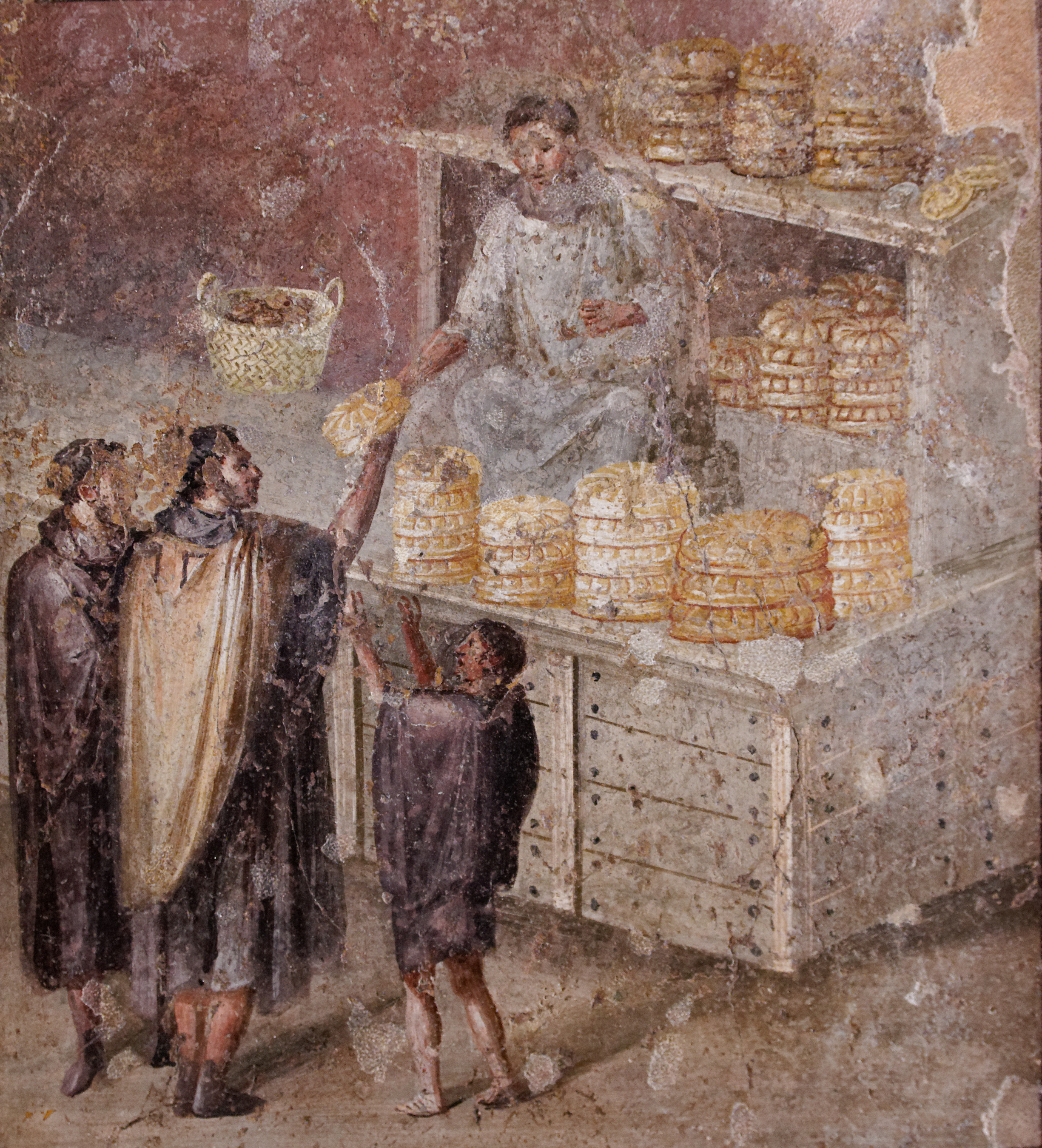
Um antigo político romano redistribui pão

Cícero, um político e escritor romano, acreditava que a generosidade fazia parte da natureza humana. Ele junto de outros filósofos como Sêneca,   acreditava que todos os beneficiários desta ajuda deveriam ser membros respeitáveis da população com bom caráter moral que usariam a ajuda para tentar escapar da pobreza.    Acreditava-se que muitos romanos pobres estavam presos na pobreza devido às suas próprias falhas morais, e ajudar os pobres seria um desserviço para eles. Os escritores romanos descreveram mendigos vestidos com trapos espalhados pelas ruas pedindo ajuda. Dizia-se que eram quase sempre idosos e alguns teriam cegado os próprios filhos para torná-los mais compreensivos.   Outras motivações para auxílios sociais advinha do medo da humilhação pública ou de ser prejudicado de alguma forma pelos pobres.  Apesar destas crenças culturais, os romanos da classe alta eram muito mais propensos a ajudar outros membros da classe alta do que a ajudar os civis mais pobres.  Normalmente, os filantropos apoiavam a classe média ou a classe trabalhadora, pois eram muito mais capazes de beneficiar o fornecedor em troca.  Certos grupos filosóficos argumentavam a favor da ajuda financeira aos pobres, como os cínicos, os estóicos e os cristãos. 
Normalmente, a filantropia da Roma Antiga era motivada pelo desejo de receber algo em troca.  Cícero e Sêneca criticaram isso em suas obras. Eles ficaram enojados com a forma como as pessoas só davam quando esperavam receber algo em troca. Era prática comum que as pessoas que financiaram a construção de edifícios deixassem uma marca indicando que financiaram a sua construção. Essa prática foi projetada para aumentar a popularidade e a reputação do benfeitor. Era normal que, devido à sua filantropia, mandariam construir uma estátua deles em sua homenagem. Os atos filantrópicos foram vistos como uma forma de se apresentar como um membro generoso e virtuoso da sociedade. Se um romano rico não participasse na filantropia, traria desonra à sua família.  Entretanto, a filantropia era uma forma de se obter apoio político. Os patrícios prestavam serviços aos plebeus se os plebeus lhes dessem apoio durante as eleições. Esses serviços eram defesas legais, fornecimento de bens materiais e convites para festas.  Os políticos forneceriam doações de alimentos ou dinheiro conhecidos como espórtula (sportula) em troca de apoio político e da divulgação da sua boa reputação.    Juntamente com os benefícios políticos, a boa reputação que os ricos obteriam através destes esforços permitiu-lhes obter favores de outros romanos ricos. 
Outra forma de os ricos realizarem atos filantrópicos era através de um programa de bem estar social chamado de alimenta, que existiu em Roma no primeiro ao terceiro século. Era um programa destinado a ajudar órfãos e crianças pobres na Itália romana.  O programa foi iniciado por Nerva e financiado pela riqueza obtida através das guerras Dácias, filantropia e impostos, e encerrado por Aureliano após seu triunfo.   O Cura Annonae foi outro programa destinado a ajudar a população de Roma.  Era um programa de redistribuição de grãos que fornecia grãos gratuitos ou subsidiados. 

## Causas
Os pobres da sociedade romana tinham muito pouco ou nenhum acesso à terra ou propriedade. Aqueles que possuíam terras as usavam para gerar mais riqueza ou cultivar recursos. A terra também foi o item mais comum usado como garantia em empréstimos. Os civis mais pobres eram frequentemente relegados a trabalhar ao lado de escravos, embora isso proporcionasse uma fonte irregular de renda. A dívida foi outro fator importante que contribuiu para a pobreza da Roma Antiga. Os empréstimos geralmente tinham taxas de juros altas e eram obrigados a ser reembolsados sob ameaça de penalidades severas, tanto física com em penhora de bens. O governo romano também impunha altas taxas de impostos às castas mais pobres da população romana, enquanto os ricos pagavam poucos impostos. Os romanos pobres também enfrentaram dificuldades em encontrar empregos com remuneração adequada. Era extremamente improvável que um trabalhador encontrasse trabalho suficiente para sustentar adequadamente uma família de três pessoas. 

## Efeitos

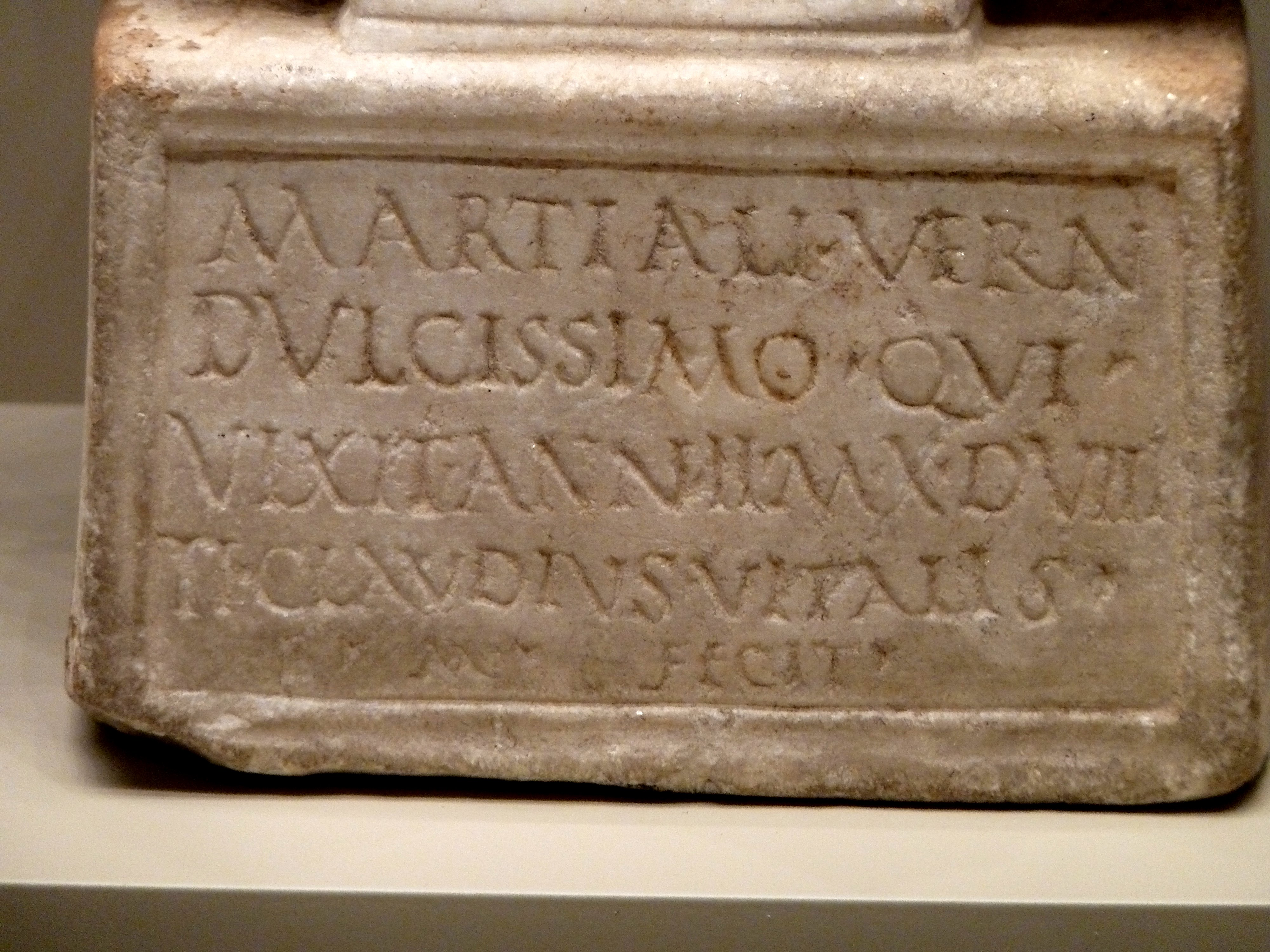
Inscrição romana antiga sobre um escravo chamado Martial. A tradução é "Querido Martial, uma criança escrava que viveu dois anos, dez meses e oito dias".

Os romanos pobres muitas vezes vendiam a si mesmos ou a seus filhos como escravos. A população deficiente de Roma dependia de boa vontade de outras pessoas para sobreviver. De acordo com Amiano Marcelino, um historiador romano, os pobres romanos viviam em fendas, tabernas ou abóbadas de edifícios sob teatros ou circos.  Eles também viviam em prédios de apartamentos de baixa qualidade chamados insulas.  Os romanos pobres eram especialmente vulneráveis durante as crises, sendo vulneráveis à escassez de alimentos ou sendo vítimas de crimes . 
As porções mais pobres da população romana não tinham condições de pagar a maioria das formas de interação social e demonstrações de status, como banhos, jantares ou colégios.  Os pobres romanos foram impedidos de ocupar cargos políticos e certas atividades. O imperador Constantino promulgou uma lei proibindo mulheres não virtuosas de se casarem com homens de alto status. Os indivíduos pobres em geral eram necessariamente proibidos de se casar com pessoas acima de seu status social. A lei romana não definia os pobres como um grupo. Os romanos mais pobres também foram enterrados em putículos (puticuli), que eram cemitérios coletivos.  Também era difícil para os pobres encontrar empregos devido à escravidão. As pessoas preferiam comprar escravos em vez de pagar trabalhadores.  

## Cristianismo
Com o advento do cristianismo na Roma Antiga, os cristãos procuravam destacar os membros mais pobres da sociedade romana e chamar a atenção para as suas lutas. João Crisóstomo, um santo e Padre da Igreja, e o Arcebispo de Constantinopla argumentaram que se os ricos redistribuíssem a sua riqueza e fortuna entre a população "teria dificuldade em encontrar uma pessoa pobre para cada cinquenta ou mesmo para cada cem dos outros". As epístolas de Paulino descrevem cristãos organizando eventos de massa destinados a fornecer esmolas e presentes aos pobres. No entanto, é possível que ele tenha inventado essa história. As interpretações cristãs dos pobres na Roma antiga não fazia diferenciação entre grupos de pessoas pobres. Os cristãos também os descreviam como uma massa homogénea, em linha com as anteriores perspectivas negativas sobre aqueles que estavam presos na pobreza. No entanto, as representações cristãs não retratavam a pobreza como imoral ou pouco virtuosa. Agostinho, um teólogo católico, descreveu os mendigos como criminosos imorais que agiam de maneira não virtuosa e estavam longe de Deus. No entanto, ele também retratou a obsessão pela riqueza e por acumular dinheiro como uma mendicância e que só resulta em insatisfação com a vida. Agostinho também acreditava que Jesus ensinava que as pessoas deveriam ajudar os mendigos e escreveu que as pessoas deveriam redirecionar seu estigma dos pobres para os ricos. A imagem romana de Jesus era frequentemente associada à pobreza. 